# マリナ・ストロジェンコ
マリナ・ストロジェンコ（Marina Storożenko、女性、1985年6月6日 - ）は、カザフスタンのバレーボール選手。ポジションはリベロ。カザフスタン代表。

## 球歴
2009年、カザフスタン代表に初選出される。2010年、世界選手権に出場した。同年12月のアジア競技大会では銅メダルを獲得した。
2011年より代表チームの正リベロを務め、ワールドグランプリに出場した。2012年に地元で開催されたアジアカップで銅メダルを獲得し、自身もベストリベロ賞を受賞した。
- 世界選手権 - 2010年、2014年
- アジア選手権 - 2011年、2013年
- ワールドグランプリ - 2011年、2013年、2014年

## 受賞歴
- 2012年 - アジアカップ ベストリベロ賞
- 2014年 - アジアクラブ選手権　ベストリベロ賞

## 所属クラブ
- Zhetyssu